# Уиллок, Крис
Кристофер Энтони Уиллок (англ. Christopher Anthony Willock; 31 января 1998, Уолтем-Форест, Лондон, Англия) — английский футболист, вингер клуба «Куинз Парк Рейнджерс».

## Карьера
Родился в Уолтем-Форест, Лондон, и присоединился к академии Арсенала, когда ему было пять лет. Будучи в возрасте 16 лет, появился в первой команде «Арсенала» в предсезонке в 2014 году, а Арсен Венгер назвал его «очень интересным игроком». В конце сезона 2015/16 он забил и обеспечил две голевые передачи, победив «Астон Виллу» в финале плей-офф Премьер-лиги (до 21), который состоялся на стадионе «Эмирейтс». Дебютировал за первую команду 20 сентября 2016 года против «Ноттингем Форест» в Кубке Лиги.